# سفری در خویش
سفری در خویش (انگلیسی: Journey into Self) فیلمی در ژانر مستند است که در سال ۱۹۶۸ منتشر شد. از بازیگران آن می‌توان به کارل راجرز و استنلی کریمر اشاره کرد.